# Strażnica WOP Zawoja

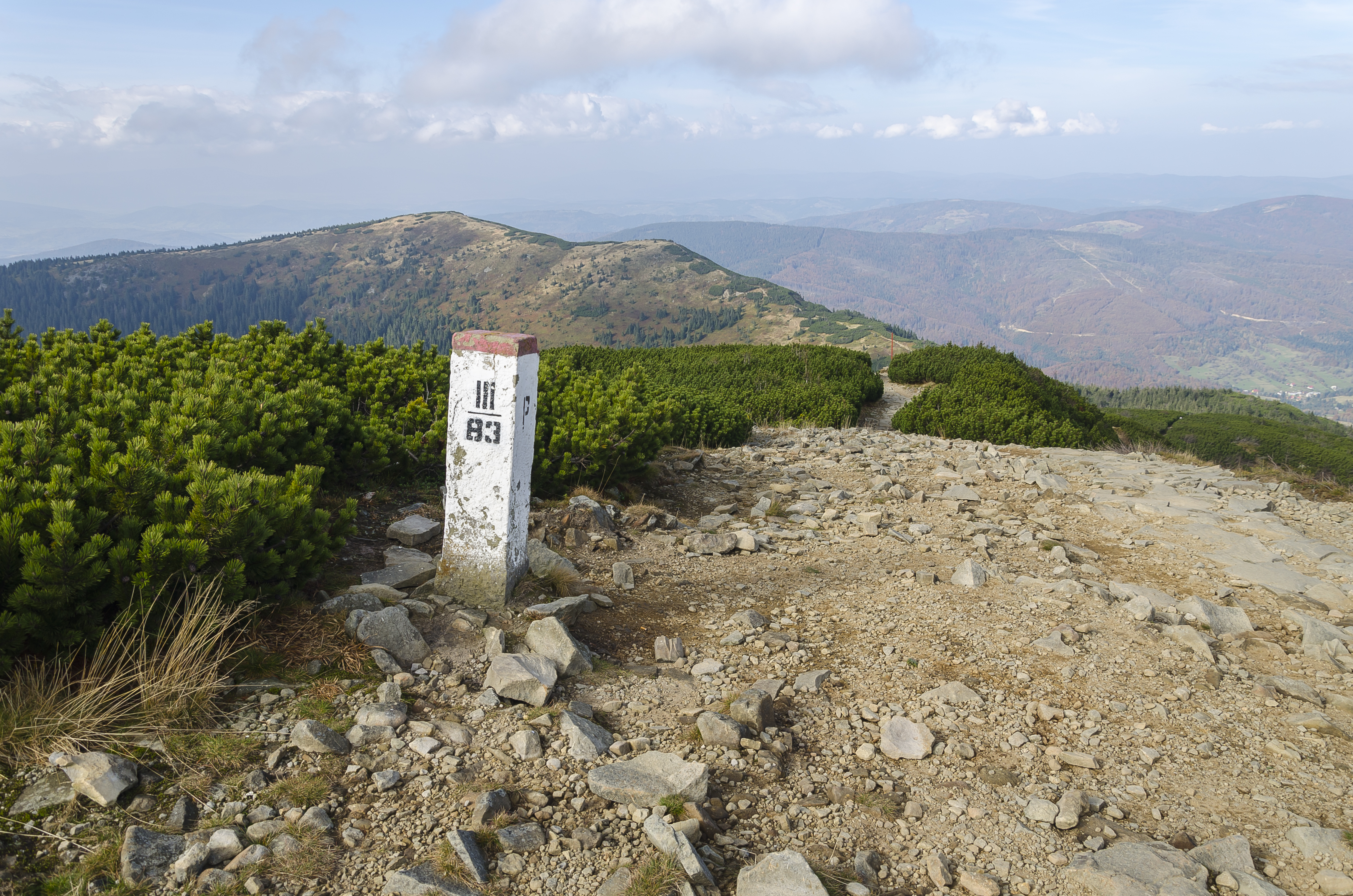
Granica polsko-słowacka, Kościółki znak gran. nr III/83 (październik 2014)

Strażnica Wojsk Ochrony Pogranicza Zawoja – zlikwidowany podstawowy pododdział Wojsk Ochrony Pogranicza pełniący służbę graniczną na granicy polsko-czechosłowackiej.
Strażnica Straży Granicznej w Zawoi – zlikwidowana graniczna jednostka organizacyjna Straży Granicznej realizująca zadania bezpośrednio w ochronie granicy państwowej z Czechosłowacją/Republiką Słowacką.

## Formowanie i zmiany organizacyjne
Strażnica została sformowana w 1945 w strukturze 42 komendy odcinka Dunajec jako 194 strażnica WOP (Widły-Czatoza-Zawoja o stanie 56 żołnierzy. Kierownictwo strażnicy stanowili: komendant strażnicy, zastępca komendanta do spraw polityczno-wychowawczych i zastępca do spraw zwiadu. Strażnica składała się z dwóch drużyn strzeleckich, drużyny fizylierów, drużyny łączności i gospodarczej. Etat przewidywał także instruktora do tresury psów służbowych oraz instruktora sanitarnego.
W związku z reorganizacją oddziałów WOP, 24 kwietnia 1948 strażnica została włączona w struktury 57 batalionowi Ochrony Pogranicza, a 1 stycznia 1951 34 batalionu WOP w Żywcu.
Od 15 marca 1954 wprowadzono nową numerację strażnic, a strażnica WOP Zawoja I kategorii otrzymała nr 199 w skali kraju.
W 1956 rozpoczęto numerowanie strażnic na poziomie brygady. Strażnica I kategorii Zawoja była 13 w 3 Brygadzie Wojsk Ochrony Pogranicza w Nowym Sączu.
Strażnica WOP Zawoja od kwietnia 1958 była jako Placówka Kadrowa WOP Zawoja.
1 stycznia 1960 była jako 9 placówka WOP Zawoja.
1 stycznia 1964 była jako 5 placówka WOP Zawoja.
W 1976, w związku z przejściem na dwuszczeblowy system dowodzenia, placówkę podporządkowano bezpośrednio pod sztab Górnośląskiej Brygady WOP w Gliwicach.
13 grudnia 1981 po wprowadzeniu stanu wojennego na terytorium kraju, dowódca GB WOP wewnętrznym rozkazem w miejscu stacjonowania poszczególnych batalionów, utworzył tzw. „wysunięte stanowiska dowodzenia” (zalążek przyszłych batalionów granicznych), którym podporządkował strażnice znajdujące się na odcinkach dawnych batalionów granicznych. Brygada wykonywała zadania ochrony granicy i bezpieczeństwa państwa wynikające z dekretu o wprowadzeniu stanu wojennego.
W drugiej połowie 1984, Strażnicę WOP Zawoja włączono w struktury batalionu granicznego WOP Żywiec, a od października 1989 utworzonego batalionu granicznego WOP Cieszyn jako strażnica kadrowa na czas „P”.
13 marca 1991 Strażnica WOP Zawoja została włączona w struktury Karpackiej Brygady WOP w Nowym Sączu.
Straż Graniczna:
15 maja 1991 po rozwiązaniu Wojsk Ochrony Pogranicza, 16 maja 1991 strażnica w Zawoi przejęta została przez Karpacki Oddział Straży Granicznej w Nowym Sączu i przyjęła nazwę Strażnica Straży Granicznej w Zawoi (Strażnica SG w Zawoi).
Strażnica SG w Zawoi funkcjonowała do 1997, kiedy to Zarządzeniem Komendanta Głównego Straży Granicznej została rozwiązana. Ochraniany przez strażnicę odcinek granicy państwowej przejęła Strażnica Straży Granicznej w Lipnicy Wielkiej (Strażnica SG w Lipnicy Wielkiej).

## Ochrona granicy
W 1960 9 placówka WOP Zawoja II kategorii ochraniała odcinek granicy państwowej o długości 24021 m:
- Włącznie znak graniczny nr III/82, wyłącznie znak gran. nr III/94.

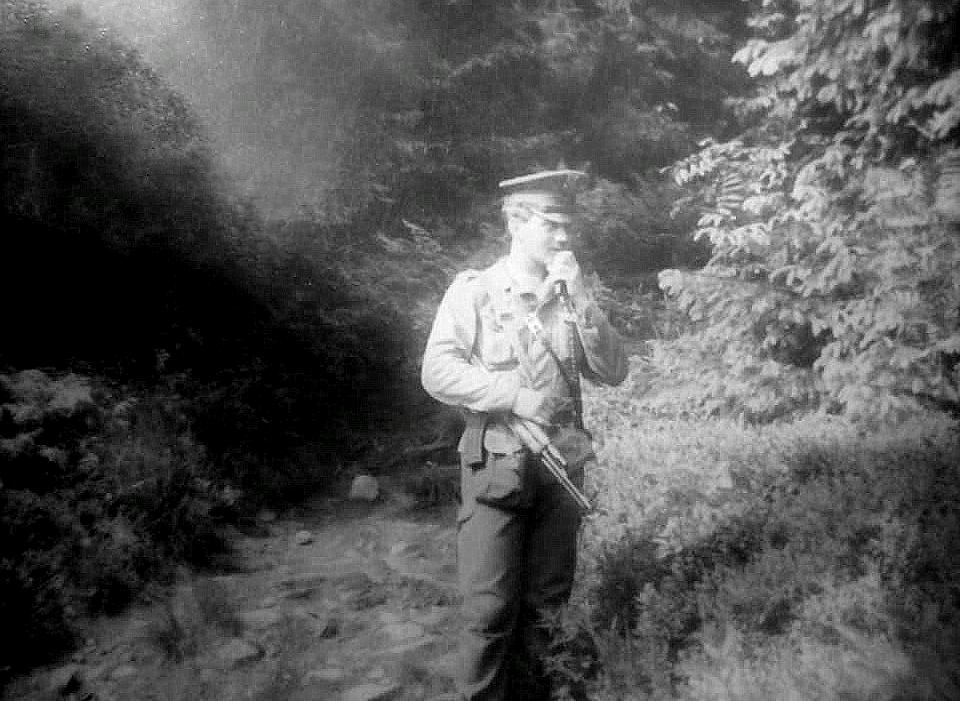
Kadet Szkoły Chorążych WOP w Kętrzynie z kbk AKMS podczas praktyki zawodowej w strażnicy WOP na patrolu granicznym (lipiec 1988)

W lutym 1974 górska placówka kadrowa WOP Zawoja ochraniała odcinek granicy państwowej:
- Włącznie znak gran. nr III/82[15], wyłącznie znak gran. nr III/90.
- W ochronie granicy dowódcy strażnicy ściśle współpracowali ze swoimi odpowiednikami tj. naczelnikami placówek OSH (Ochrana Statnich Hranic) CSRS.

## Wydarzenia
- 1946 – lipiec, pododdziały zbrojnego podziemia dwukrotnie napadały na strażnicę w Zawoi[16][17].
- 1956 – koniec czerwca, początek lipca w okresie tzw. „Wypadków poznańskich”, przy linii granicznej i w strefie działania, odnajdywano pakunki zawierające ulotki z tzw. „bibułą”, przytwierdzone do balonów leżących na ziemi[18]. W związku z masowością zjawiska, żołnierze otrzymali zezwolenie na użycie broni, celem zestrzelenia nisko przelatujących balonów (nawet jeśli znajdowały się na terytorium czechosłowackim, ale w zasięgu ognia – to samo czynili pogranicznicy czechosłowaccy)[19].
- 1976 – wycofano z granicy rowery, zastępując je motocyklami małolitrażowymi; WSK-175 dla kadry i WSK-125 dla żołnierzy służby zasadniczej (5–13 motocykli w zależności od obsady i na jakiej granicy). Wyposażone w łączność radiową motocykle stały się podstawowym środkiem transportu w służbie patrolowej i rozpoznawczej[20].
- 13 grudnia 1981–22 lipca 1983 – (stan wojenny w Polsce), normę służby granicznej dla żołnierzy podwyższono z 8 do 12 godzin na dobę. Ścisłą kontrolą objęto całą strefę nadgraniczną, zamknięte zostały szlaki turystyczne. W stan gotowości były postawione pododdziały odwodowe[21][22].

## Strażnice sąsiednie
- 193 strażnica WOP Przywarówka ⇔ 195 strażnica WOP Korbielów – 1946
- 198 strażnica WOP Przywarówka ⇔ 200 strażnica WOP Korbielów – 15.03.1954
- 12 strażnica WOP Przywarówka I kategorii ⇔ 14 strażnica WOP Korbielów I kategorii – 1956
- 10 strażnica WOP Przywarówka III kategorii ⇔ 8 strażnica WOP Korbielów III kategorii – 31.12.1959
- 6 strażnica WOP Lipnica Wielka lądowa IV kategorii ⇔ 4 strażnica WOP Korbielów lądowa IV kategorii – 1.01.1964
- Placówka WOP Lipnica Wielka ⇔ Placówka WOP Korbielów
- Strażnica kadrowa WOP Lipnica Wielka ⇔ Strażnica kadrowa WOP Korbielów – do 15.05.1991

Straż Graniczna:
- Strażnica SG w Lipnicy Wielkiej ⇔ Strażnica SG w Korbielowie – 16.05.1991–1997.

## Dowódcy/komendanci strażnicy
- ppor. Bronisław Wrotecki (1.03.1953–14.12.1954)[23]
- por. Zbigniew Krawczyk (był w 1976[24]–1984)
- por. Leszek Łata (był w 1986–1988)
- kpt. Jerzy Nowacki[25] (1988–15.05.1991).